# Оссель (Эльстра)
О́ссель (нем. Ossel; серболужицкое наименование — Во́слин в.-луж. Wóslin) — сельский населённый пункт в городских границах Эльстры, район Баутцен, федеральная земля Саксония, Германия.

## География
Населённый пункт расположен западнее Эльстры. На севере от деревни проходит автомобильная дорога S105 и на юге — K9236. На западе от деревни находится лесной массив, в котором расположены холмы: на юго-западе — Чорна-Гора (Čorna hora) высотой 413 метров, на западе — Брандхюбель (Brandhübel) высотой 385 метров и на северо-западе — Кельбергер (Kälberger) высотой 364 метров.
Соседние населённые пункты: на севере — деревня Бодериц (Бодрицы, в городских границах Эльстры), на востоке — Эльстра и на юге — деревня Тальпенберг (Тальпин, в городских границах Эльстры).

## История
Впервые упоминается в 1453 году под наименованием «Ozel». До 1950 года входила в коммуну Вола. В 1950 году вошла в городские границы Эльстры в статусе городского района.
Исторические немецкие наименования:
- Ozel, 1453
- Ossel, 1623
- Oßel, 1777
- Ossel, 1875

## Население
| 1834 | 1871 | 1890 | 2011 | 2015 |
| ---- | ---- | ---- | ---- | ---- |
| 59   | 70   | 57   | 36   | 38   |